# قهدريجان
قهدريجان (بالفارسية: قهدریجان) هي منطقة سكنية تقع في إيران في البلدة المركزية. يقدر عدد سكانها بـ 30,002 نسمة .